# Подходы третьего мира к международному праву
Подходы третьего мира к международному праву – это важнейшая школа международной правовой теории  а также интеллектуальное и политическое движение , «широкая диалектическая оппозиция международному праву», которая определяет международное право как то, что способствует продолжающейся эксплуатации третьего мира. Исследователи TWAIL стремятся изменить  репрессивные аспекты международного права  посредством пересмотра колониальных основ международного права.

## История

### Ранние истоки, первое поколение исследователь:ниц
Подходы третьего мира к международному праву вдохновлены движениями за деколонизацию, которые произошли после Второй мировой войны  в Латинской Америке, Африке и Азии. Конференция, состоявшаяся в Бандунге, Индонезии, в 1955 году  считается местом рождения TWAIL, поскольку это была первая попытка африканских и азиатских государств создать коалицию для решения проблем, характерных для третьего мира. TWAIL был создан для решения материальных и этических проблем, а также трудностей третьего мира от лица представитель:ниц третьего мира.

### Второе поколение исследователь:ниц
История концепции подходов третьего мира к международному праву связана группой аспирант:ок Гарвардской школы права в 1996 году  После конференции, посвященной постколониализму, критической расовой теории, праву и исследованиям развития, состоявшейся в Гарвардской школе права в декабре 1995 года, аспирант:ки провели встречу, чтобы проанализировать жизнеспособность создания таких подходов. Ученые TWAIL впоследствии проводили конференции и в других научных институциях:
- Гарвардская школа права, 1997 г.
- Юридическая школа Осгуд Холл, 2001 г.
- Юридическая школа Олбани, 2007 г.[6]
- Университет Британской Колумбии, 2008 г.[7]
- Университет Париж 1 Пантеон-Сорбонна, 2010 г.[8]
- Юридический факультет Университета Орегона, 2011 г.[9]
- Американский университет в Каире, 2015 г.[10]
- Юридический факультет Университета Коломбо, 2017 г.[11]
- Юридический факультет Национального университета Сингапура, 2018 г.[12]
- Юридическая школа Калифорнийского университета в Лос-Анджелесе, 2019 г.[13]

## Цели
Основные цели TWAIL включают в себя:
- Разработка концепции того, как международное право увековечивает подчинение неевропейцев европейцам посредством международно-правовых норм.[3]
- Создание возможностей для участия третьего мира в международном праве.[7][14]
- Предложение альтернативного механизма международному праву [15]
- Искоренение неразвитости третьего мира посредством науки, политики и политики [16]
- Интеграция ученых третьего мира к анализу международного права.[7][14]

## Концепции

### Третий мир
Третий мир, по мнению исследователь:ниц TWAIL, включает в себя группу государств, которые разнообразны политически, экономически и культурно, но вместе с тем объединены общей историей колониализма. По мнению исследователь:ниц TWAIL, даже после окончания «холодной войны», Третий мир все еще остается отображением политической реальности. Некоторые исследователь:ницы TWAIL считают, что это различие сегодня еще более живо из-за совокупности диверсификации государств, основанной на экономическом развитии. Они подчеркивают, что поддержание единства третьего мира имеет решающее значение в борьбе с продолжающимся доминированием первого мира и что этот термин не имеет уничижительного оттенка. Первый мир определяется как группа государств, занимающихся имперской практикой и продолжающих доминировать в глобальной политике и экономике.

### Подходы
TWAIL пересматривает историю и развитие международного права и подчеркивает присущее ему колониальное наследие. TWAIL также предполагает прагматическую переоценку власти, имеющей цель в искоренении расовой иерархии, представлении о бинарности гендера, угнетение, подразумеваемое концепции международного права.
Так, хоть подходы и имеют общие черты, представляют собой разнообразное и «коалиционное движение»  — его учёные используют разные методологии, такие как марксизм, феминизм, критическая расовая теория. Таким образом, не существует разработанной общей доктрины TWAIL,, поскольку это противоречило бы самому подходу; только "общие места" и ценности, сохраняемые исследователь:ницами.

### Международное право
Исследователь:ницы TWAIL сходятся во мнении, что международное право было создано в колониальную эпоху и использовалось для легитимации глобальных процессов маргинализации колонизированных народов со стороны западных держав . Так, и в пост-колониальное время поддерживается универсальный характер международной правовой системы, исключающий ценности житель:ниц Третьего мира.
TWAIL указывает на источник международного права, а именно на европейскую и христианскую традиции , исключающие разнообразное наследие Третьего мира. Сторонни:цы TWAIL отвергают идею о том, что после окончания Второй мировой войны международное право отошло от своих империалистических истоков. Хотя система кажется легитимной благодаря признанию прав человека и права на самоопределение, члены TWAIL считают, что международное право по-прежнему является инструментом угнетения, а процессы деколонизации были просто иллюзорными. Среди современных форм доминирования сторонники TWAIL включают:
- Ограничение суверенитета государств третьего мира путем передачи их автономных полномочий международным институтам, контролируемым странами первого мира.
- Произвольное применение гуманитарной интервенции
- Интернационализация прав собственности

## Ученые
Подходы третьего мира к международному праву не содержат общей строгой методологии, предполагающей универсальные традиции, а потому некоторые из них более реконструктивистские, другие более оппозиционные .

### Первое поколение
- R.P. Anand
- Upendra Baxi
- Mohammed Bedjaoui
- Keba M'baye
- Christopher Weeramantry

### Второе поколение
- Энтони Энджи
- Аслы Ю. Бали
- Балакришнан Раджагопал
- Бэзил Угочукву
- Бхупиндер Чимни
- Селестин Ньяму
- Уша Натараджан
- Джеймс Туо Гатии
- Джоэл Нгуги
- Макау Ва Мутуа
- Мохсен Аль Аттар
- Обиора Чинеду Окафор
- Сильвия Тамале
- Васуки Несия
- Э. Тендайи Ачиуме
- Халед Аль-Кассими
- Елена Апарац
- Майкл Фахри
- Суджит Ксавьер
- Амар Бхатия
- Джон Рейнольдс
- Нтина Цувала
- Луис Эслава
- Сундхья Пахуджа
- Хосе-Мануэль Баррето
- Джордж РБ Галиндо
- Дженнифер Л. Бирд

## Внешние ссылки
- http://waynemorsecenter.uoregon.edu/conferences-symposia/twail/twail-primer/
- http://www.twail.net
- http://opiniojuris.org/2007/04/18/twail-iii-the- Third-world-and-international-law/

## Список источников
1. 1 2  O. Okafor, (2005). "Newness, Imperialism, and International Legal Reform in Our Time: A TWAIL Perspective", Osgoode Hall Law Journal 43(1 & 2), p. 177
2. 1 2 3 4  M. Mutua, (2000) "What is TWAIL?", Proceedings of the 94th Annual Meeting of the American Society of International Law: pp.31-40, p. 38
3. 1 2 3 4  M. Mutua, (2000) "What is TWAIL?", Proceedings of the 94th Annual Meeting of the American Society of International Law: pp.31-40, p. 31
4. ↑  B.S. Chimni (2006) "Third World Approaches to International Law: Manifesto", International Community Law Review 8: pp. 3-27, p. 4
5. ↑  J. T. Gathii (2011) "TWAIL: A Brief History of its Origins, its Decentralized Network and a Tentative Bibliography", Trade, Law and Development, 3 (1): pp. 26-48, p. 28
6. ↑  TWAIL III: The Third World and International Law. Opinio Juris (blog) (18 апреля 2007). Дата обращения: 27 ноября 2021. Архивировано 24 декабря 2022 года.
7. 1 2 3  K. Mickelson, (2008) "Taking Stock of TWAIL Histories", 10 INT. COMMUNITY L. REV. 355 p. 357
8. ↑  Archived copy. Дата обращения: 31 декабря 2015. Архивировано из оригинала 4 марта 2016 года.
9. ↑  Third World Approaches to International Law Conference (TWAIL) | WAYNE MORSE CENTER FOR LAW AND POLITICS. Дата обращения: 23 октября 2012. Архивировано из оригинала 17 января 2013 года.
10. ↑  Archived copy. Дата обращения: 11 июля 2014. Архивировано из оригинала 24 сентября 2015 года.
11. ↑  Workshop on Third World Approaches to International Law - Faculty of Law, University of Colombo. Дата обращения: 9 апреля 2017. Архивировано из оригинала 9 апреля 2017 года.
12. ↑  NUS - Faculty of Law : Asia's Global Law School | TWAIL. Дата обращения: 3 июля 2018. Архивировано из оригинала 11 июля 2018 года.
13. ↑  Critical Perspectives on Race and Human Rights: Transnational Re-Imaginings. law.ucla.edu. Дата обращения: 14 октября 2019. Архивировано 14 октября 2019 года.
14. 1 2  J. T. Gathii (2011) "TWAIL: A Brief History of its Origins, its Decentralized Network and a Tentative Bibliography", Trade, Law and Development, 3 (1): pp. 26-48, p. 8-9
15. ↑  B.S. Chimni (2006) "Third World Approaches to International Law: Manifesto", International Community Law Review 8: pp. 3-27, p. 22
16. ↑  M. Mutua, (2000) "What is TWAIL?", Proceedings of the 94th Annual Meeting of the American Society of International Law: pp.31-40, p.31
17. 1 2  M. Mutua, (2000) "What is TWAIL?", Proceedings of the 94th Annual Meeting of the American Society of International Law: pp.31-40, p. 35
18. 1 2  B.S. Chimni (2006) "Third World Approaches to International Law: Manifesto", International Community Law Review 8: pp. 3-27, p. 4-5
19. ↑  M. Mutua, (2000) "What is TWAIL?", Proceedings of the 94th Annual Meeting of the American Society of International Law: pp.31-40, p. 35 & 36
20. ↑  A. Anghie; B.S. Chimni (2003) "Third World Approaches to International Law and Individual Responsibility in Internal Conflicts", Chinese Journal of International Law 2(1): pp. 77-103, p.78 and p. 84
21. ↑  J. T. Gathii (2011) "TWAIL: A Brief History of its Origins, its Decentralized Network and a Tentative Bibliography", Trade, Law and Development, 3 (1): pp. 26-48. p. 31
22. ↑  B.S. Chimni (2006) "Third World Approaches to International Law: Manifesto", International Community Law Review 8: pp. 3-27, p. 3 & 7
23. ↑  A. Anghie; B.S. Chimni (2003) "Third World Approaches to International Law and Individual Responsibility in Internal Conflicts", Chinese Journal of International Law 2(1): pp. 77-103, p. 78 & 79
24. ↑  J. T. Gathii (2011) "TWAIL: A Brief History of its Origins, its Decentralized Network and a Tentative Bibliography", Trade, Law and Development, 3 (1): pp. 26-48. p. 35
25. ↑  B.S. Chimni (2006) "Third World Approaches to International Law: Manifesto", International Community Law Review 8: pp. 3-27, p. 26
26. ↑  J. T. Gathii (2011) "TWAIL: A Brief History of its Origins, its Decentralized Network and a Tentative Bibliography", Trade, Law and Development, 3 (1): pp. 26-48. p. 37
27. ↑  M. Mutua, (2000) "What is TWAIL?", Proceedings of the 94th Annual Meeting of the American Society of International Law: pp.31-40, p.36
28. ↑  J. T. Gathii (2011) "TWAIL: A Brief History of its Origins, its Decentralized Network and a Tentative Bibliography", Trade, Law and Development, 3 (1): pp. 26-48. p. 27
29. ↑  J. T. Gathii (2011) "TWAIL: A Brief History of its Origins, its Decentralized Network and a Tentative Bibliography", Trade, Law and Development, 3 (1): pp. 26-48. p. 26, 34, 38
30. ↑  J. T. Gathii (2011) "TWAIL: A Brief History of its Origins, its Decentralized Network and a Tentative Bibliography", Trade, Law and Development, 3 (1): pp. 26-48. p. 42
31. ↑  M. Mutua, (2000) "What is TWAIL?", Proceedings of the 94th Annual Meeting of the American Society of International Law: pp.31-40
32. ↑  B.S. Chimni (2006) "Third World Approaches to International Law: Manifesto", International Community Law Review 8: pp. 3-27, p. 15
33. ↑  A. Anghie; B.S. Chimni (2003) "Third World Approaches to International Law and Individual Responsibility in Internal Conflicts", Chinese Journal of International Law 2(1): pp. 77-103, p. 84
34. ↑  M. Mutua, (2000) "What is TWAIL?", Proceedings of the 94th Annual Meeting of the American Society of International Law: pp.31-40, p. 34
35. ↑  J. T. Gathii (2011) "TWAIL: A Brief History of its Origins, its Decentralized Network and a Tentative Bibliography", Trade, Law and Development, 3 (1): pp. 26-48, p. 39
36. ↑  O. Okafor, (2005). "Newness, Imperialism, and International Legal Reform in Our Time: A TWAIL Perspective", Osgoode Hall Law Journal 43(1 & 2). p. 176